# Szekessya flavipennis
Szekessya flavipennis es una especie de coleóptero de la familia Salpingidae.

## Distribución geográfica
Habita en las Islas Marshall y las Islas Carolinas.